# Vueling Airlines
Vueling Airlines SA [ˈbwelɪŋ] ist eine spanische Billigfluggesellschaft mit Sitz in El Prat de Llobregat bei Barcelona und hat derzeit 17 europäische Basen. Sie ist ein Tochterunternehmen der International Airlines Group (IAG), zu der auch Iberia, Aer Lingus und British Airways gehören.

## Geschichte

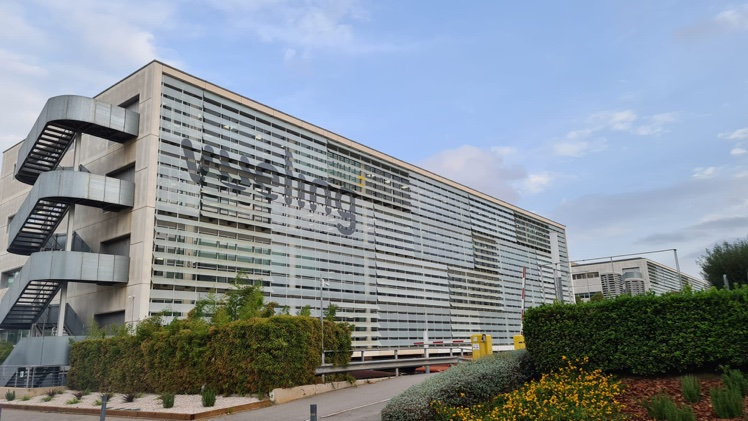
Hauptsitz der Vueling in Viladecans bei Barcelona

Vueling wurde im Jahr 2004 gegründet und begann ihre Operationen vor allem ab Barcelona. Der Name ist eine Komposition aus vuelo (spanisch für Flug) und ing (englisch). Hinter der Gründung standen Investoren wie Inversiones Hemisferio von der Planeta Group, Apax Partners und einige Manager der US-amerikanischen Fluggesellschaft JetBlue. Zunächst flog Vueling nur nationale Ziele innerhalb Spaniens an, das Streckennetz wurde aber stetig erweitert, so dass auch Ziele im europäischen Ausland hinzu kamen. Seit 2006 ist auch die spanische Hauptstadt Madrid eine Basis von Vueling, im Sommer 2007 kam Paris-Orly als eine weitere Basis hinzu, von der aus auch erstmals Flüge angeboten werden, die weder in Spanien starten noch landen (beispielsweise Paris–Amsterdam).
Seit Mitte 2008 waren Pläne für eine Fusion von Vueling mit der ebenfalls spanischen Billigfluggesellschaft Clickair bekannt. Im November wurden die europäischen Wettbewerbsbehörden von dem Zusammenschluss formell in Kenntnis gesetzt. Anfang Januar 2009 hat die EU-Kommission der Fusion beider Fluggesellschaften unter Auflagen zugestimmt. Die neue Gesellschaft wird unter dem Namen Vueling weitergeführt. Die Auflagen der EU-Kommission betreffen Landerechte am Flughafen Barcelona, da dieser Heimatflughafen beider Gesellschaften war. Am 9. Juli 2009 war die Fusion abgeschlossen, es wurden unter anderem 20 Airbus A320-200 von Clickair übernommen.
Im April 2011 wurden die beiden neuesten Basen der Gesellschaft in Toulouse und Amsterdam eröffnet. Im Februar 2012 wurde nach der Insolvenz der konkurrierenden Spanair eine umfangreiche Erweiterung des innerspanischen und europäischen Streckennetzes angekündigt.
Im März 2013 stockte die International Airlines Group ihre Beteiligung an Vueling auf 90,51 Prozent auf und wurde so zum Mehrheitseigentümer. Am 14. August 2013 gab IAG die Bestellung von 30 Airbus A320 und 32 A320neo für Vueling bekannt.
Am 2. Juli 2016 kam es aufgrund von zahlreichen Flugabsagen und Verspätungen bei Vueling auf dem Flughafen Barcelona-El Prat zu Tumulten. Passagiere protestierten lautstark und forderten ihr Geld zurück. Die Polizei sei angerückt, um Schlimmeres zu verhindern, berichtete die Zeitung La Vanguardia online. Ein Sprecher der Gesellschaft bat um Entschuldigung, nannte aber keinen Grund für die zahlreichen gestrichenen Flüge nach Paris, London und Málaga. Betriebliche Probleme, wie Übernutzung des Personals und der Fluggeräte, sollen verantwortlich gewesen sein. Infolgedessen strich Vueling im Sommerflugplan 2017 zahlreiche Strecken, insbesondere nach Deutschland.
Vueling musste seit ihrer Gründung keinen Totalverlust eines ihrer Flugzeuge oder einen tödlichen Unfall hinnehmen.

## Basen
Vueling betreibt derzeit 19 europäische Basen in fünf Ländern, auf denen Flugzeuge und Personal stationiert sind:
- Spanien: A Coruña, Alicante, Asturias/Oviedo, Barcelona-El Prat, Bilbao, Gran Canaria, Ibiza, Málaga, Menorca, Palma de Mallorca, Santiago de Compostela, Sevilla und Valencia
- Frankreich: Paris-Orly und Paris-Charles-de-Gaulle
- Niederlande: Amsterdam
- Italien: Florenz und Rom-Fiumicino
- Portugal: Lissabon

## Flugziele
Vueling Airlines fliegt von ihren über 20 Basen Ziele in Europa, dem Nahen Osten und Afrika an.
Im deutschsprachigen Raum werden Basel, Berlin, Düsseldorf, Frankfurt, Genf, Hamburg, Hannover, München, Nürnberg, Stuttgart, Wien und Zürich angeflogen.

## Flotte

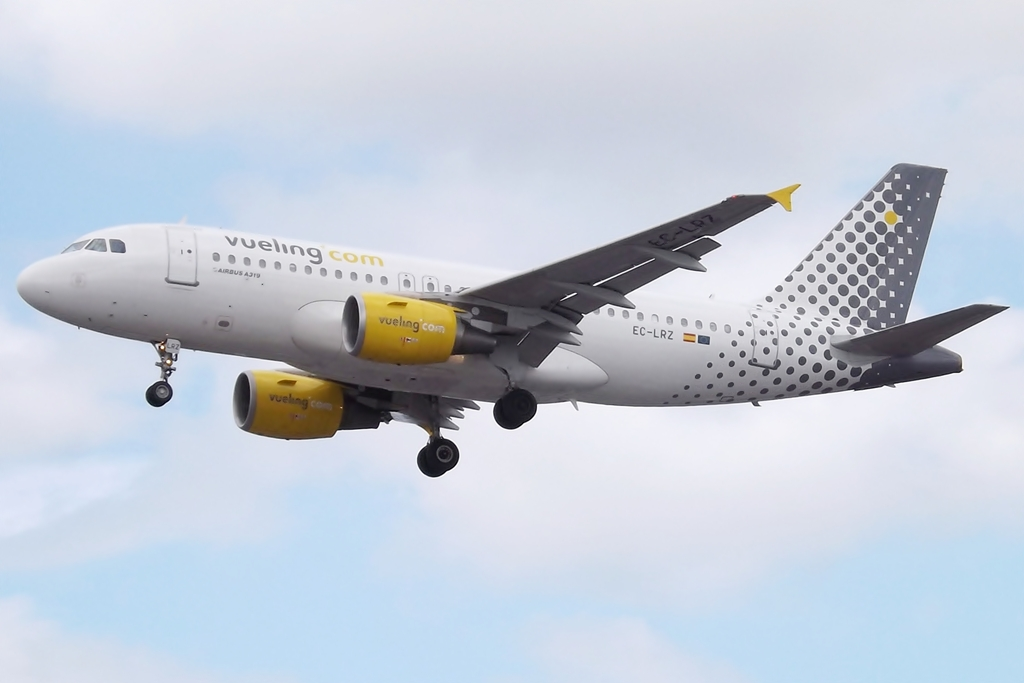
Airbus A319-112 der Vueling

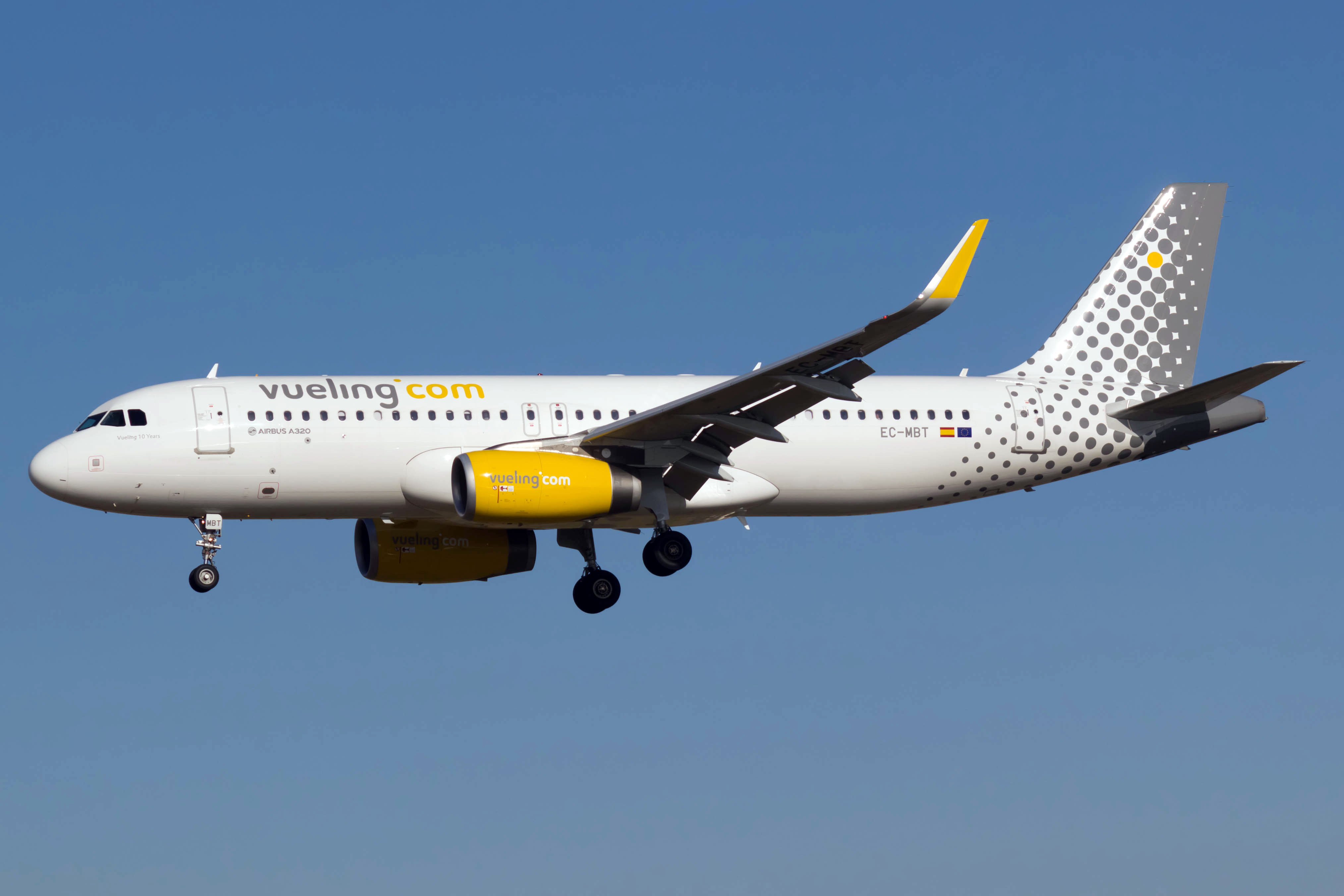
Airbus A320-232 der Vueling

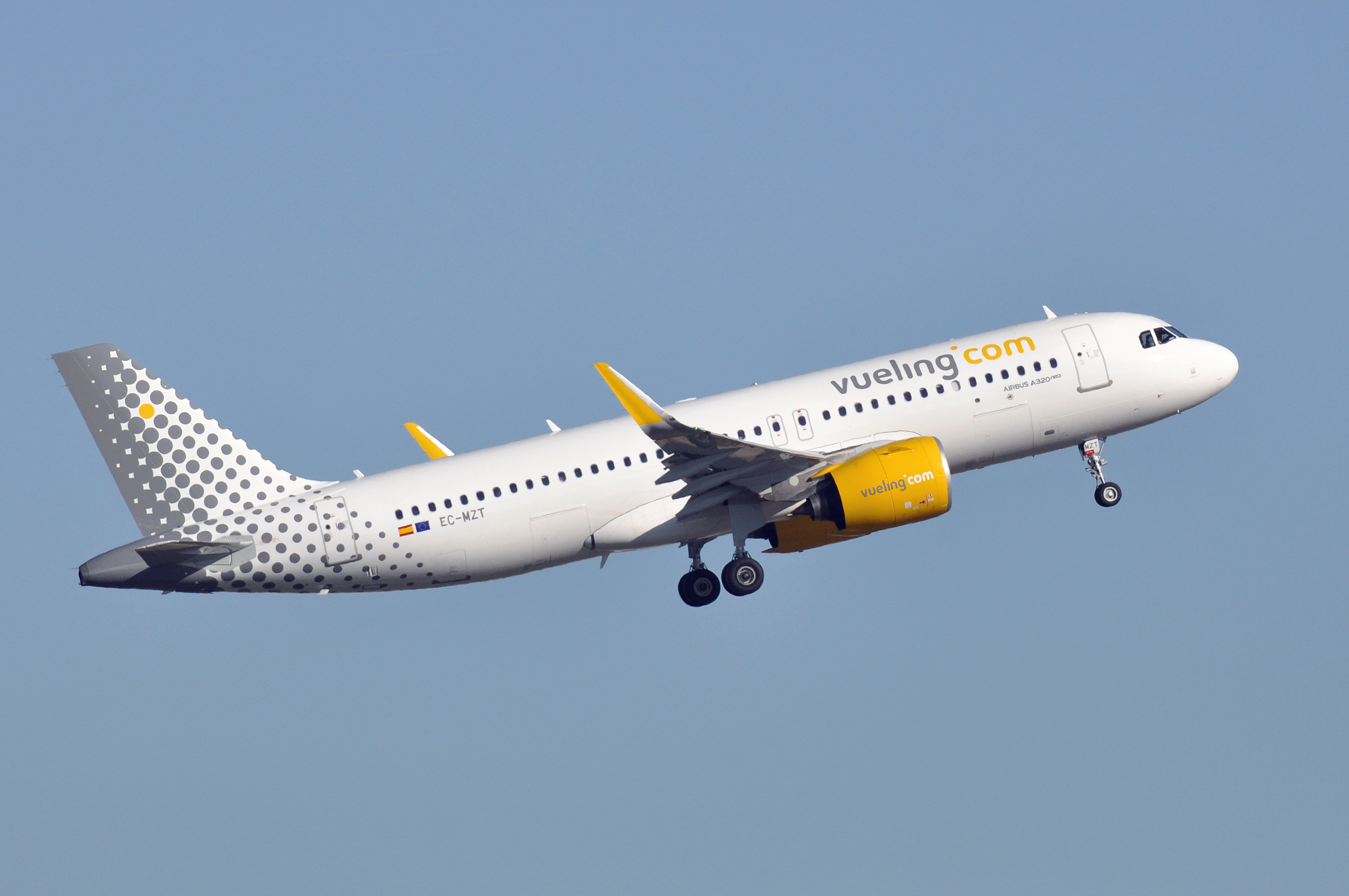
Airbus A320neo der Vueling Airlines

Mit Stand August 2025 besteht die Flotte der Vueling aus 143 Flugzeugen mit einem Durchschnittsalter von 11,5 Jahren:
| Flugzeugtyp        | aktiv | bestellt | Anmerkungen                                    | Sitzplätze | Durchschnittsalter |
| ------------------ | ----- | -------- | ---------------------------------------------- | ---------- | ------------------ |
| Airbus A319-100    | 06    |          |                                                | 144        | 18,4 Jahre         |
| Airbus A320-200    | 092   | 01       | 50 mit Sharklets ausgestattet; zwei inaktiv    | 180 186    | 13,2 Jahre         |
| Airbus A320neo     | 023   |          | zwölf inaktiv                                  | 186        | 06,3 Jahre         |
| Airbus A321-200    | 018   |          | mit Sharklets ausgestattet; einer inaktiv      | 220        | 09,4 Jahre         |
| Airbus A321neo     | 04    | 05       | inaktiv                                        | 236        | 02,3 Jahre         |
| Boeing 737 Max 200 |       | 25       | + 100 Optionen; Auslieferung vsl. ab Ende 2026 | – offen –  |                    |
| Boeing 737 Max 10  |       | 25       | + 100 Optionen; Auslieferung vsl. ab Ende 2026 | – offen –  |                    |
| Gesamt             | 143   | 56       |                                                |            | 11,5 Jahre         |

### Aktuelle Sonderbemalungen
| Flugzeugtyp     | Luftfahrzeugkennzeichen | Bemalung                      | Zeitraum           | Bild |
| --------------- | ----------------------- | ----------------------------- | ------------------ | --- |
| Airbus A320-200 | EC-LVS                  | „Born this way, Fly this way“ | seit Juni 2024     | |
| Airbus A320-200 | EC-MER                  | „FC Barcelona Femení“         | seit April 2024    | Bild gesucht Die Wikipedia wünscht sich an dieser Stelle ein Bild. Weitere Infos zum Motiv findest du vielleicht auf der Diskussionsseite . Falls du dabei helfen möchtest, erklärt die Anleitung , wie das geht. |
| Airbus A320-200 | EC-MFL                  | „Cantabria Infinita“          | seit April 2023    | Bild gesucht Die Wikipedia wünscht sich an dieser Stelle ein Bild. Weitere Infos zum Motiv findest du vielleicht auf der Diskussionsseite . Falls du dabei helfen möchtest, erklärt die Anleitung , wie das geht. |
| Airbus A320-200 | EC-MLE                  | „Athletic Club Bilbao“        | seit April 2024    | Bild gesucht Die Wikipedia wünscht sich an dieser Stelle ein Bild. Weitere Infos zum Motiv findest du vielleicht auf der Diskussionsseite . Falls du dabei helfen möchtest, erklärt die Anleitung , wie das geht. |
| Airbus A320-200 | EC-MNZ                  | „Vueling Loves Barcelona“     | seit Mai 2017      | |
| Airbus A320neo  | EC-NAE EC-NCF EC-NCG    | „Asturias Paraiso Natural“    | seit März 2023     | |
| Airbus A320neo  | EC-NAJ                  | „We 💛 Places“                | seit November 2018 | |
| Airbus A320neo  | EC-NFH                  | „Illes Balears“               | seit November 2021 | |
| Airbus A320neo  | EC-NFI                  | „Cantabria Infinita“          | seit April 2023    | Bild gesucht Die Wikipedia wünscht sich an dieser Stelle ein Bild. Weitere Infos zum Motiv findest du vielleicht auf der Diskussionsseite . Falls du dabei helfen möchtest, erklärt die Anleitung , wie das geht. |
| Airbus A321neo  | EC-NYD                  | „French Rugby Federation“     | seit Juni 2023     | |